# Vyvyan Evelegh

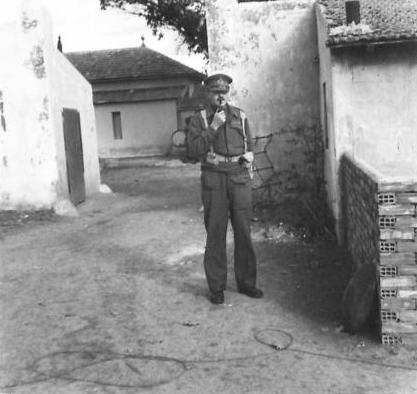
Vyvyan Evelegh (5. Dezember 1942)

Vyvyan Evelegh, CB, DSO, OBE (* 14. Dezember 1898; † 27. August 1958) war ein britischer Offizier und zuletzt Generalmajor der British Army, der unter anderem von 1948 bis 1950 Kommandeur der 42. Infanteriedivision (42nd (East Lancashire) Infantry Division) war.

## Leben
Vyvyan Evelegh, Sohn von Major C. N. Evelegh, absolvierte nach dem Besuch des Wellington College in Crowthorne eine Offiziersausbildung am Royal Military College Sandhurst und wurde nach dem Abschluss am 1. Mai 1917 als Second Lieutenant in das Leichte Infanterieregiment Duke of Cornwall’s Light Infantry übernommen. Er nahm am Ersten Weltkrieg sowie an der alliierten Intervention im Russischen Bürgerkrieg teil und fand in den folgenden Jahren zahlreiche Verwendungen als Offizier und Stabsoffizier.
Zu Beginn des Zweiten Weltkrieges war Evelegh von 1940 bis 1941 Instrukteur im Staff College Camberley und wurde für seine Verdienste 1940 zum Officer des Order of the British Empire (OBE) ernannt. Am 11. Januar 1941 übernahm er als Brigadier den Posten als Kommandeur der 11. Infanteriebrigade (11th Infantry Brigade) und hatte diesen bis zum 13. November 1941 inne. Nachdem er von 1941 bis 1942 Brigadier in einem Generalstab war, fungierte er 1942 kurzzeitig als Assistierender Kommandant des Staff College Camberley. Im Anschluss war er zwischen dem 14. Juni 1942 und dem 13. Dezember 1943 Kommandeur der in Nordafrika eingesetzten neu geschaffenen 78. Infanteriedivision (General Officer Commanding, 78th Infantry Division) und erhielt in dieser Verwendung am 13. Juni 1943 den zeitlichen befristeten Dienstgrad als Temporary Major-General. Als Kommandeur der 78. Infanteriedivision nahm er an der sogenannten „Operation Husky“ (10. Juli bis 17. August 1943), der alliierten Invasion Siziliens, und nach dem damit verbundenen Beginn des Italienfeldzuges an den Kämpfen an der Volturno-Linie teil. Am 19. Dezember 1943 wurde er von Generalmajor Charles Keightley als Kommandeur der 78. Infanteriedivision abgelöst, während er wiederum als Nachfolger von Keightley Kommandeur der ebenfalls in Italien operierenden 6. Panzerdivision (General Officer Commanding, 6th Armoured Division) wurde. Auf dem Posten des Kommandeurs der 6. Panzerdivision blieb er bis zu seiner Ablösung durch Generalmajor Gerald Templer am 24. Juli 1944 und wurde für seine Verdienste während des Italienfeldzuges 1943 zum Companion des Order of the Bath (CB) sowie 1944 auch zum Companion des Distinguished Service Order (DSO) ernannt.
Am 25. August 1944 kehrte Major-General Evelegh nach Großbritannien zurück und übernahm im Kriegsministerium (War Office) von Generalmajor John Kennedy den Posten als Assistierender Chef des Imperialen Generalstabes (Assistant Chief of the Imperial General Staff). Diesen Posten bekleidete er bis Kriegsende im Mai 1945 und wurde daraufhin von Generalmajor Frank Simpson abgelöst. Nachdem er von 1947 bis 1948 Kommandeur des Militärbezirks Nordwest (District Officer Commanding North-West District) war, löste er im März 1948 Generalmajor Geoffrey Charles Evans als Kommandeur der 42. Infanteriedivision (42nd (East Lancashire) Infantry Division) ab. Er hatte dieses Kommando bis zu seinem Eintritt in den Ruhestand im Oktober 1950 inne und wurde daraufhin von Generalmajor Valentine Blomfield abgelöst. Er bekleidete zudem von 1953 als Nachfolger von General Sir Daril Watson bis zu seinem Tode 1958 das Ehrenamt als Colonel of the Duke of Cornwall’s Light Infantry, woraufhin Generalmajor Robert Goldsmith ihn ablöste.
Er heiratete 1930 Vida Eleanor Parkin.

## Hintergrundliteratur
- Gregory Blaxland: The Plain Cook and the Great Showman. The First and Eighth Armies in North Africa, Kimber 1977 ISBN 0-7183-0185-4
- Nick Smart: Biographical Dictionary of British Generals of the Second World War, Pen & Sword, Barnesley 2005, ISBN 1-84415-049-6
- Richard Mead: Churchill’s Lions. A biographical guide to the key British generals of World War II, Spellmount, Stroud 1977 ISBN 978-1-86227-431-0.